# Gravity Rush 2
Gravity Rush 2, connu au Japon sous le nom de Gravity Daze 2 (重力的眩暈:上層への帰還において彼女の内宇宙に生じた摂動), est un jeu vidéo d'action-aventure développé par Japan Studio et édité par Sony Interactive Entertainment sorti en janvier 2017 sur PlayStation 4.
Le jeu est réalisé par Keiichiro Toyama et reprend les mécaniques de jeu du premier opus, Gravity Rush, reposant sur la capacité du joueur à contrôler la gravité.

## Trame

### Synopsis
Le jeu reprend là où Gravity Rush s'est arrêté. Kat est de retour avec son amie Raven. Tous les personnages principaux du précédent jeu apparaissent également. L'histoire prend place dans une ville appelée Jirga Para Lhao avec une « atmosphère », s'inspirant de l'Amérique du Sud et de l'Asie du Sud-Est. Kat et Raven se sont retrouvées dans cette étrange cité après avoir été aspirées avec leur ami Syd dans une tempête gravitationnelle, coutumière à Hekseville, le point de départ de Gravity Rush.

### Personnages
Kat : Personnage principal du jeu. Jeune fille amnésique s'appelant en réalité Alua pouvant contrôler la gravité à l'aide de son chat, Poussière. Cette faculté lui vaudra le surnom de: «Reine de la Gravité». Fait partie de la race des Gravitéens. Elle possède de longs cheveux blonds, a des yeux rouges et porte en général une courte combinaison noire.
Raven : De son vrai nom Sachya, c'est une amie de Kat. Possède les mêmes pouvoirs que cette dernière, et accompagnée d'un corbeau nommé Poussette. Raven est également une Gravitéenne. Elle a de longs cheveux noirs tirant sur le rouge vers les pointes, des yeux bleus et une longue combinaison noire.
Syd : Détective travaillant à Hekseville, il se retrouve mêlé malgré lui aux aventures de nos deux Gravitéennes.
Lisa : Chef du village Banga. Très à cheval sur les règles, elle n'hésite pourtant pas à laisser Kat les enfreindre pour aider ses êtres chers. Membre de la tribu perdue des Lhao, elle revendique le pouvoir sur Jirga Para Lhao, ville ayant autrefois appartenu à ses ancêtres.
Cecie : Jeune fille timide ayant tout oublié de son passé, elle s'est retrouvée au village Banga de la même manière que Kat et Syd ; par le biais d'une tempête gravitationnelle. Lisa tient à elle comme à sa propre fille. Elle se révèlera plus tard être la sœur de Kali, Durga Angel.
Vogo Sun : Marchand malhonnête passant des accords rarement équitables avec le village Banga. Malgré les apparences, il tient à son frère, Fi, comme à la prunelle de ses yeux.
Fi Sun: Frère adoptif de Vogo. Il fait partie de la tribu Lhao, tout comme Lisa. Contrairement à son frère, Fi a un sens aigu de la justice.
Kali Angel : Nouvelle héroïne de Hekseville, elle a un tempérament assez égocentrique, bien que très forte au combat. Enfant, le maire Brahman, alors docteur, a fait des expériences sur elle et Durga, dans l'espoir de les rendre plus fortes.
Dr. Brahman : Veut arrêter le temps à tout prix pour retrouver sa fille dont l'esprit et le corps sont dans deux dimensions temporelles différentes. Semble d'abord gentil, mais cache une grande cruauté.

## Système de jeu
Comme dans l'opus précédent, Gravity Rush 2 utilise un mécanisme jouant sur la gravité. Kat peut, grâce à sa possibilité de contrôler la gravité, marcher sur les murs et attaquer les ennemis à l'aide de ces techniques de combat. Dans cet opus, le joueur peut changer de style de contrôle de gravité parmi trois modes différents, appelés respectivement le style Lunaire, rendant Kat plus légère, rapide et la dotant de nouvelles capacités, le style Jupiter, la rendant au contraire plus lourde, lente et augmentant sa puissance de frappe, et finalement, le style Panthère, ne s'activant que durant un temps limité et sous certaines conditions. Ce dernier la rend plus rapide, plus forte, lui offre une régénération graduelle de la barre de santé et transforme Kat en véritable panthère lors des déplacements, autant aériens que terrestres.